# Марко Кусмук
Марко Кусмук (Сарајево, 15. фебруар 1985) припада генерацији савремених српских сликара.

## Биографија
Он је веома рано показао склоност према цртању и сликању. Његов отац Зоран је такође академски сликар.
Марко је завршио Академију ликовних умјетности Универзитета у Сарајеву, на одсеку сликарство (2003—2007). У том периоду ради и стиче драгоцено искуство у атељеу познатог сликара и графичара Борислава Боре Алексића. Специјалистичке студије, такође на сликарству похађа у Италији (2007—2008) на Accademia di Belle Arti di Terni, у непосредној близини Рима. Након завршетка специјалистичких студија одлази у Клагенфурт у сликарску радионицу Фрање Ликара, члана Академије наука и уметности Босне и Херцеговине где борави једно извесно време.
Своје студије наставлја на Универзитету уметности у Београду где похађа интердисциплинарне студије Теорије уметности и медија.
Докторске студије завршио је у Београду у класи професора Милоша Шобајића.
Остварио је 14 самосталних и око 80 других изложби и уметничких пројеката у земљи и иностранству, где његови радови добијају међународна признања. Једна од слика из циклуса „Очевици“ Марка Кусмука изабрана је међу једанаест најбољих слика за 2011. годину, на конкурсу Културне асоцијације Blindonkey из Милана и Accademia di Belle Arti di Brera из Милана на којем учествују уметници из 30 земаља света. Маркове слике представљене су 2016 године на Nordart-у у Немачкој где је учествовало око 80 излагача из целог света.